# Lungmar (sockenhuvudort i Kina, Tibet Autonomous Region, lat 28,86, long 89,94)
Lungmar (kinesiska: Longma, 龙马, 龙马乡) är en sockenhuvudort i Kina. Den ligger i den autonoma regionen Tibet, i den sydvästra delen av landet, omkring 150 kilometer sydväst om regionhuvudstaden Lhasa. Antalet invånare är 1 732. Befolkningen består av 832 kvinnor och 900 män. Barn under 15 år utgör 22,0 %, vuxna 15-64 år 72 %, och äldre över 65 år 5,0 %.
Runt Lungmar är det glesbefolkat, med 16 invånare per kvadratkilometer. Närmaste större samhälle är Ralung, 11,1 km öster om Lungmar. Trakten runt Lungmar består i huvudsak av gräsmarker.
Genomsnittlig årsnederbörd är 686 millimeter. Den regnigaste månaden är juli, med i genomsnitt 176 mm nederbörd, och den torraste är december, med 6 mm nederbörd.